# Embrague electromagnético

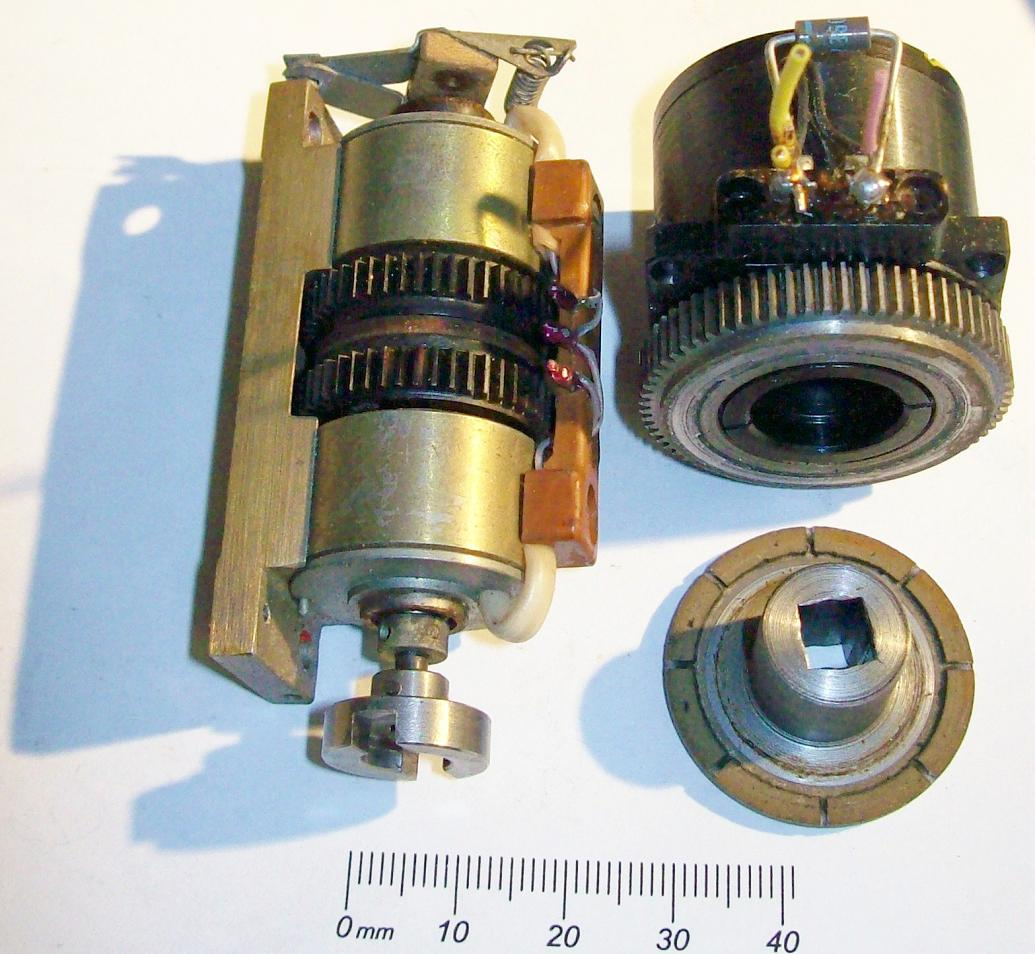
Acoplamientos magnéticos: izquierda, con dos salidas controlables independientemente (engranajes rectos); y desmontado a la derecha para que el revestimiento del embrague sea visible

Los embragues electromagnéticos funcionan eléctricamente, pero transmiten el par del motor mecánicamente. Por eso solían denominarse embragues electromecánicos. Sin embargo, posteriormente pasaron a ser conocidos como embragues electromagnéticos, haciendo referencia a su método de accionamiento. Desde que comenzaron a ser populares en la década de 1960, la variedad de aplicaciones y diseños de estos embragues ha aumentado enormemente, pero sus principios básicos de operación siguen siendo los mismos. Los modelos monodisco representan aproximadamente el 90% de todas las ventas.
Son los más adecuados para ser controlados remotamente, ya que no se requieren conexiones mecánicas para activar su acoplamiento, lo que proporciona un funcionamiento rápido y suave. Sin embargo, debido a que la energía de activación se disipa en forma de calor en el actuador electromagnético cuando se acopla el embrague, existe el riesgo de sobrecalentamiento. En consecuencia, la temperatura de funcionamiento máxima del embrague está limitada por la resistencia térmica del aislamiento del electroimán, una limitación importante. Otra desventaja es el costo inicial más alto en este.

## Embragues electromagnéticos de disco de fricción
Un embrague electromagnético de disco de fricción utiliza una única superficie dotada de un elevado coeficiente de rozamiento para acoplar los miembros de entrada y salida del embrague.

### Cómo funciona

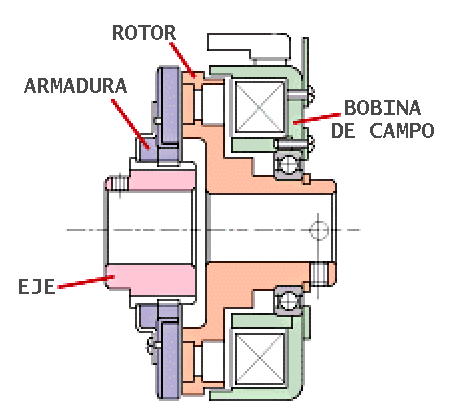
Embrague electromagnético monodisco

#### Acoplamiento
Cuando se inicia el acoplamiento del embrague, la corriente comienza a fluir a través del electroimán, produciendo un campo magnético. La parte del rotor del embrague se magnetiza y crea un bucle magnético que atrae a la armadura, que se aprieta contra el rotor generando una fuerza de fricción en el contacto entre ambos. En un tiempo relativamente corto, el eje se acelera para igualar la velocidad del rotor, acoplando así por completo el inducido y el cubo de salida del embrague. En la mayoría de los casos, el rotor gira con el eje de entrada permanentemente.

#### Desacoplamiento
Cuando se elimina la corriente del embrague, el inducido puede girar libremente con el eje. En la mayoría de los diseños, unos resortes mantienen la armadura alejada de la superficie del rotor cuando se desacopla el embrague, creando un pequeño espacio libre ocupado por el aire entre ambos elementos.

#### Deslizamiento
El deslizamiento se produce al interrumpir el paso de la corriente a través del electroimán, normalmente solo durante el proceso de aceleración. Cuando el embrague está completamente acoplado, no hay deslizamiento relativo (asumiendo que el embrague tiene capacidad mecánica suficiente para transmitir la potencia recibida) y, por lo tanto, la transferencia de par es 100% eficiente.

## Aplicaciones

### Maquinaria
Este tipo de embrague se utiliza en algunas cortadoras de césped, fotocopiadoras y transmisiones de cintas transportadoras. Otras aplicaciones incluyen maquinaria de envasado, de impresión, de procesamiento de alimentos y en la automatización de fábricas.

### Vehículos
Cuando se utiliza el embrague electromagnético en un automóvil, suele haber un interruptor de liberación del embrague en la palanca de cambios. El conductor acciona el interruptor al sujetar la palanca para cambiar de marcha, cortando así la corriente al electroimán y desacoplando el embrague. Con este mecanismo, no es necesario pisar el pedal del embrague. Alternativamente, el interruptor puede ser reemplazado por un sensor de contacto o de proximidad, que detecta la presencia de la mano cerca de la palanca y corta la corriente. La principal ventaja de usar este tipo de embrague en automoción es que no se requieren conexiones complicadas para accionar el embrague, y el conductor necesita aplicar una fuerza considerablemente reducida para operarlo. Es un tipo de transmisión semiautomática.
Los embragues electromagnéticos también se encuentran a menudo en los sistemas de tracción en las cuatro ruedas y se utilizan para variar la cantidad de potencia enviada a cada rueda o eje.
La mayoría de los sistemas de climatización en vehículos, pero no todos, se encienden y apagan mediante un embrague electromagnético. Para poner en marcha el sistema, se activa un embrague electromagnético que conecta el extremo del eje del compresor de aire acondicionado a una polea impulsada por el cigüeñal del motor a través de una correa de transmisión.
También se han utilizado embragues electromagnéticos en locomotoras diésel, como por ejemplo, en las fabricadas por Hohenzollern Locomotive Works.

## Otros tipos de embragues electromagnéticos

### Embragues de discos múltiples

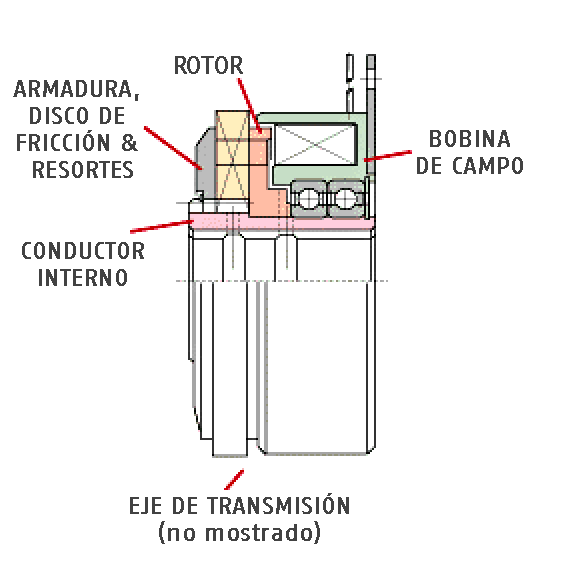
Embrague multidisco

Introducción: Los embragues de discos múltiples se utilizan para ofrecer un par de torsión extremadamente alto en un espacio relativamente pequeño. Estos embragues pueden funcionar en seco o en húmedo (en un baño de aceite). Hacer funcionar los embragues en un baño de aceite también aumenta en gran medida la capacidad de disipación de calor, lo que los hace ideales para cajas de engranajes de múltiples velocidades y aplicaciones de máquinas herramienta.
Cómo funcionan: Como en el caso anterior, los embragues de discos múltiples funcionan mediante un accionamiento eléctrico, pero transmiten el par de forma mecánica. Cuando se aplica corriente a través de la bobina del embrague, esta se convierte en un electroimán y produce líneas de flujo magnéticas, que se transfieren a través del pequeño espacio de aire entre el solenoide y el rotor. La parte del rotor del embrague se magnetiza y crea un bucle magnético que atrae tanto a la armadura como a los discos de fricción, que quedan comprimidos transfiriendo el par desde el eje interno del motor a los discos externos. Los discos de salida están conectados a un engranaje, acoplamiento o polea a través del cubo de la transmisión. El embrague se desliza hasta que las RPM de entrada y salida coinciden. Esto sucede con relativa rapidez, por lo general en un lapso de cambio de entre 0,2 y 2 segundos.
Cuando se interrumpe la corriente del embrague, el inducido puede girar libremente con el eje. Los resortes mantienen los discos de fricción alejados entre sí, por lo que no hay contacto cuando el embrague no está acoplado, creando una cantidad mínima de resistencia.

### Embragues electromagnéticos con dentado

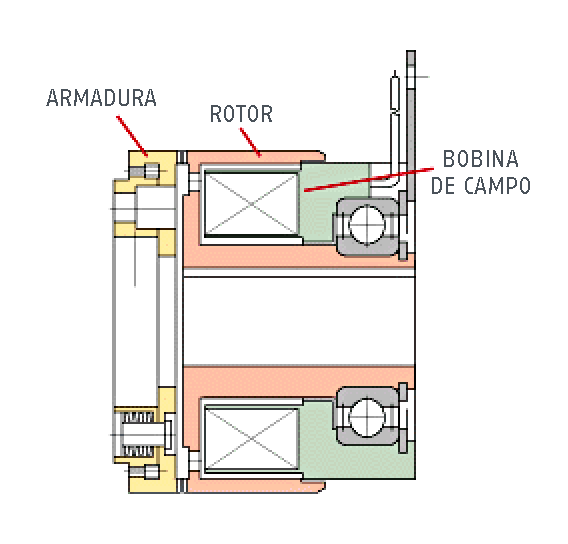
Embrague electromagnético con dentado

Introducción - De todos los embragues electromagnéticos, los embragues de dientes proporcionan la mayor cantidad de par en el tamaño total más pequeño. Debido a que el par se transmite sin ningún deslizamiento, los embragues son ideales para máquinas de etapas múltiples donde la sincronización es crítica, como las imprentas de etapas múltiples. A veces, es necesario mantener la sincronización exacta, por lo que los embragues de dientes se pueden diseñar con una opción de posición única, lo que significa que solo se engancharán en una posición específica. Se pueden usar en aplicaciones en seco o en húmedo (baño de aceite), por lo que son muy adecuadas para transmisiones de tipo caja de engranajes.
Sin embargo, no deben usarse en aplicaciones de alta velocidad o con velocidades de acoplamiento superiores a 50 rpm, porque de lo contrario se dañarían los dientes del embrague al intentar activarlo.
Cómo funcionan - Los embragues de dientes electromagnéticos funcionan mediante un accionamiento eléctrico pero transmiten el par de forma mecánica. Cuando la corriente fluye a través de la bobina del embrague, se convierte en un electroimán y produce líneas de flujo magnéticas que se transfieren a través del pequeño espacio entre el campo y el rotor. La parte del rotor del embrague se magnetiza y crea un bucle magnético que atrae los dientes del inducido contra los dientes del rotor. En la mayoría de los casos, el rotor gira constantemente con la entrada (controlador). Tan pronto como la armadura del embrague y el rotor estén acoplados, el bloqueo es del 100%.
Cuando se elimina la corriente del campo del embrague, el inducido puede girar libremente con el eje. Los resortes mantienen la armadura alejada de la superficie del rotor cuando se interrumpe la corriente, creando un pequeño espacio de aire y proporcionando una desconexión completa entre la entrada y la salida.

### Embragues de partículas electromagnéticas

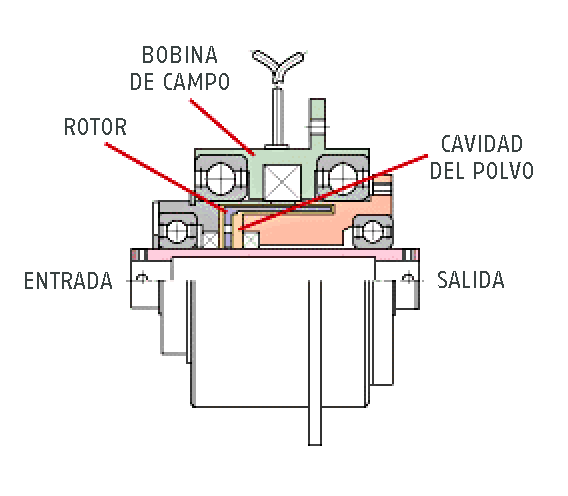
Embrague de partículas electromagnéticas

Introducción - Los embragues de partículas magnéticas son únicos en su diseño con respecto a otros embragues electromecánicos debido al amplio rango de par de operación disponible. Al igual que un embrague de una cara estándar, la relación entre el par transmitido y el aplicado voltaje es casi lineal, de forma que el par se puede controlar con mucha precisión. Esto hace que estas unidades sean ideales para aplicaciones de control de tensión mecánica, como se requiere en el bobinado de alambre, papel de aluminio, y distintos tipos de películas y cintas. Debido a su rápida respuesta, también se pueden utilizar en aplicaciones de alta frecuencia de trabajo, como lectores de tarjetas, máquinas clasificadoras y equipos de etiquetado.
Cómo funcionan - Las partículas magnéticas (muy similares a las limaduras de hierro) se encuentran en la cavidad del polvo. Cuando la corriente fluye a través de la bobina, el flujo magnético que se crea intenta unir las partículas, casi como una pasta de partículas magnéticas. A medida que aumenta la corriente, se forma el campo magnético, lo que refuerza la unión de las partículas. El rotor del embrague atraviesa las partículas unidas, provocando un arrastre entre la entrada y la salida durante la rotación. Dependiendo del requisito de par de salida, la salida y la entrada pueden bloquearse al 100% de transferencia.
Cuando se elimina la corriente del embrague, la entrada queda casi libre para girar con el eje. Debido a que las partículas magnéticas permanecen en la cavidad, todos los embragues de partículas magnéticas tienen un arrastre mínimo.

### Embragues accionados por histéresis

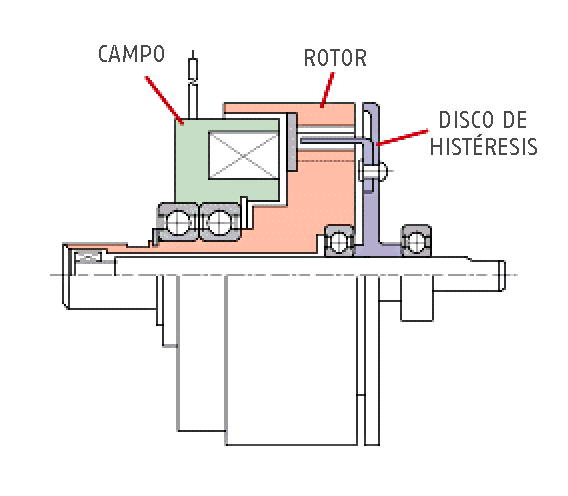
Embrague de histéresis

Las unidades de histéresis eléctrica tienen un rango de par extremadamente alto. Se pueden controlar de forma remota, por lo que son ideales para aplicaciones en las que se requiere un par variable. Dado que su par de arrastre es mínimo, ofrecen el rango de par más amplio disponible de cualquier tipo de embrague electromagnético. La mayoría de las aplicaciones que involucran unidades de histéresis alimentadas se encuentran en bancos de pruebas y ensayos. Todo el par se transmite magnéticamente, no hay contacto, por lo que no se produce desgaste en ninguno de los componentes de transferencia de par, lo que proporciona una vida útil extremadamente larga.
Cuando se aplica la corriente, se crea un flujo magnético que pasa a la parte del rotor. El disco de histéresis atraviesa físicamente el rotor, sin tocarlo. Estos discos tienen la capacidad de magnetizarse dependiendo de la fuerza del flujo (efecto magnético que se disipa al irse eliminando el flujo). Esto significa que, a medida que gira el rotor, se produce un arrastre magnético entre el rotor y el disco de histéresis, que provoca su rotación. En cierto sentido, el disco de histéresis intenta seguir al rotor. Dependiendo del par de salida requerido, el efecto de arrastre puede igualar finalmente la velocidad de entrada, dando un acoplamiento del 100%.
Cuando se elimina la corriente del embrague, el inducido puede girar libremente y no se transmite ninguna fuerza relativa entre ninguno de los miembros. Por lo tanto, el único par que se genera entre la entrada y la salida al embrague es la resistencia a la rodadura de las partes giratorias.